# Čaire
Čaire (1880 és 1961 között Čajire) falu Horvátországban, Sziszek-Monoszló megyében. Közigazgatásilag Kutenyához tartozik.

## Fekvése
Sziszek városától légvonalban 34, közúton 40 km-re keletre, községközpontjától 10 km-re északra, a Monoszlói-hegység déli lejtőin fekszik.

## Története
A falu a 16. század második felében a török hódítókkal érkezett pravoszláv vlachok letelepedésével népesült be. 1773-ban az első katonai felmérés térképén „Dorf Chaire” néven szerepel. A településnek 1857-ben 126, 1910-ben 198 lakosa volt. Belovár-Kőrös vármegye Krizsi, majd Kutenyai járásához tartozott. 1918-ban az új szerb-horvát-szlovén állam, majd később Jugoszlávia része lett. A II. világháború idején a Független Horvát Állam része volt. A háború után a béke időszaka köszöntött a településre, enyhült a szegénység és sok ember talált munkát a közeli városokban. A délszláv háború előestéjén lakosságának 68%-a szerb, 5%-a horvát nemzetiségű volt. 1991. június 25-én a független Horvátország része lett. A településnek 2011-ben 33 lakosa volt.

## Népesség
| Lakosság változása | Lakosság változása | Lakosság változása | Lakosság változása | Lakosság változása | Lakosság változása | Lakosság változása | Lakosság változása | Lakosság változása | Lakosság változása | Lakosság változása | Lakosság változása | Lakosság változása | Lakosság változása | Lakosság változása | Lakosság változása |
| ------------------ | ------------------ | ------------------ | ------------------ | ------------------ | ------------------ | ------------------ | ------------------ | ------------------ | ------------------ | ------------------ | ------------------ | ------------------ | ------------------ | ------------------ | ------------------ |
| 1857               | 1869               | 1880               | 1890               | 1900               | 1910               | 1921               | 1931               | 1948               | 1953               | 1961               | 1971               | 1981               | 1991               | 2001               | 2011               |
| 126                | 114                | 115                | 169                | 218                | 198                | 178                | 211                | 191                | 177                | 157                | 95                 | 79                 | 56                 | 40                 | 33                 |